# Kabinett Milanović
Das Kabinett Milanović bildete unter Premierminister Zoran Milanović ab dem 23. Dezember 2011 die zwölfte Regierung der Republik Kroatien (kroatisch Vlada Republike Hrvatske). Nach der Parlamentswahl am 8. November 2015 blieb es geschäftsführend im Amt. 
Am 22. Januar 2016 wurde es vom Kabinett Orešković abgelöst.

## Mitglieder der Regierung

### Präsident der Regierung

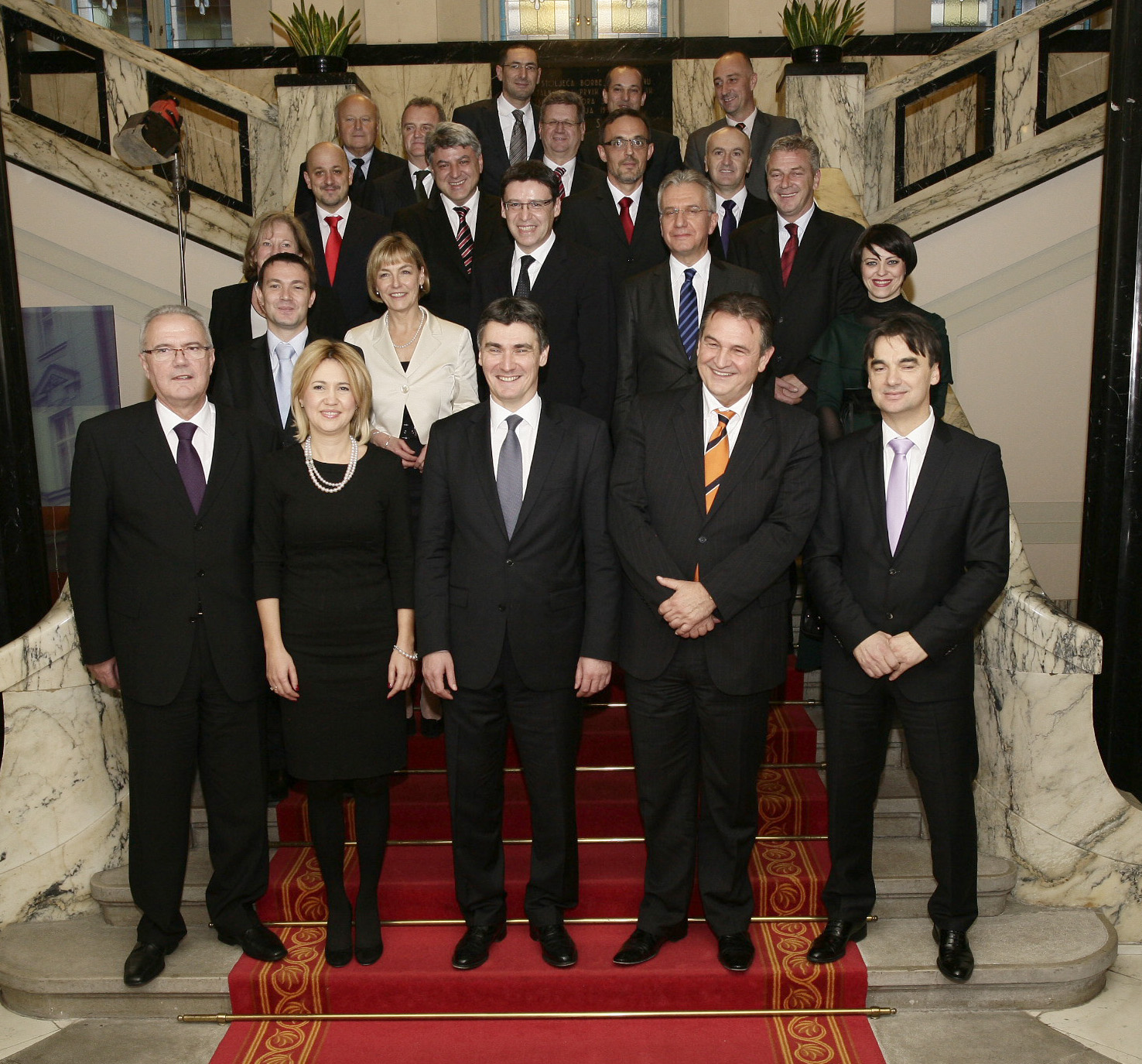
Regierung Milanović (2011)

- Zoran Milanović (SDP)

### Stellvertreter
- Vesna Pusić (HNS), stellvertretende Vorsitzende
- Milanka Opačić (SDP), stellvertretende Vorsitzende
- Neven Mimica (SDP), stellvertretender Vorsitzender
- Branko Grčić (SDP), stellvertretender Vorsitzender

### Ministerien und deren Minister
- Ministerium für Finanzen – Boris Lalovac (SDP)
- Ministerium für Verteidigung – Ante Kotromanović (SDP)
- Ministerium für Inneres – Ranko Ostojić (SDP)
- Ministerium für auswärtige und europäische Angelegenheiten – Vesna Pusić (HNS)
- Ministerium für Wirtschaft, Arbeit und Selbstständige – Ivan Vrdoljak (HNS)
- Ministerium für Agrarwirtschaft, Fischerei und regionale Entwicklung – Tihomir Jakovina (SDP)
- Ministerium für Meer, Verkehr und Infrastruktur – Siniša Hajdaš Dončić (SDP)
- Ministerium für Umweltschutz, Raumnutzung und Bauwesen – Mihael Zmajlović (SDP)
- Ministerium für Regionalentwicklung, Forstwirtschaft und Wasserversorgung – Branko Grčić (SDP)
- Ministerium für Tourismus – Darko Lorencin (IDS)
- Ministerium für Gesundheit und Soziale Versorgung – Siniša Varga (SDP)
- Ministerium für Soziale Wohlfahrt und Jugend – Milanka Opačić (SDP)
- Ministerium für Kriegsveteranen – Predrag Matić (parteilos)
- Ministerium für Justiz – Orsat Miljević (SDP)
- Ministerium für Wissenschaft, Bildung und Sport – Vedran Mornar (parteilos)
- Ministerium für Kultur – Andrea Zlatar Violić (HNS)
- Ministerium für Verwaltung – Arsen Bauk (SDP)